# Alatage Mountain 040
Altage Mountain 040 (AM 040) – meteoryt kamienny należący do chondrytów oliwinowo-hiperstenowych L 5, znaleziony 1 maja 2013 roku w regionie autonomicznym  Sinciang w Chinach. Meteoryt Altage Mountain 040 to okaz o masie 97,2 g i jest jednym czterdziestu dwóch meteorytów znalezionych  na pustyni Gobi w czasie ekspedycji zorganizowanej między 30 kwietnia a 1 maja. 